# 자유한국21
자유한국21(自由韓國21)은 대한민국의 보수주의 정당이었다.

## 내력
본래 이 당은 2016년 3월 21일에 친반기문을 내세워 친반통일당이라는 이름으로 창당하였고, 2016년 4월 13일에 실시된 대한민국 제20대 국회의원 선거에서 지역구 후보 2명, 비례대표 후보 4명이 참여하였으나 최하위 정당 득표율인 0.04%을 기록하며 한 명의 후보도 당선시키지 못했다. 이후 2016년 11월 29일에는 친반국민희망연합으로, 2017년 1월 31일 국민희망당으로 각각 개명하였다.
2017년 4월 13일에 경제애국당으로 개명하였고, 2017년 5월 9일에 실시된 대한민국 제19대 대통령 선거에서 하하그룹 회장인 오영국을 후보로 선출했다. 오영국은 기호 7번을 배정받았으나, 최종 전국 득표 6,040표에 득표율 0.018%로 최하위에 해당하는 13위를 기록하였다. 2017년 대통령 선거 이후에 오영국 관련 인사들이 떠나면서 한동안 별다른 활동이 없었다가, 2019년 10월 29일에 당명을 국민희망당으로 환원하면서 보수주의 정당으로 전향했다. 그러다가 2020년 3월 2일에 한국경제당이라는 명칭으로 변경하였다. 이 때부터 "보수와 진보의 이념 논쟁을 지양하는 정당, 대한민국의 경제를 살리고 회복하는 것을 최우선으로 하는 정당"임을 표방했다. 그 해 3월 27일에는 미래통합당 공천 탈락에 반발해 기독자유통일당으로 옮긴 이은재 의원이 종교 논란으로 인해 탈당한 이후에 입당하여 원내정당이 되었다.
2020년 4월 15일에 실시된 대한민국 제21대 국회의원 선거에서는 이은재 의원을 비롯한 비례대표 후보 6명이 참여하였으나 정당 득표율 0.17%를 기록하여 전원 낙선하였으며, 선거 이후에 이은재 의원이 탈당과 함께 미래통합당 복당 의사를 밝히면서 다시 원외정당이 되었다. 이후 별다른 활동이 없었다가, 같은 해 12월 14일자로 고영주 전 방송문화진흥회 이사장을 주축으로 하던 창당준비위원회 세력에 인수되어 자유한국21로 당명이 변경되었다. 자유한국21은 2020년 12월 23일에 중앙당 창당대회를 갖고 정규재 펜앤드마이크 대표가 이끌던 개혁자유연합 창당준비위원회와의 합당을 추진했고, 2021년 3월 6일에 창당한 보수주의 정당인 자유민주당에 통합되면서 소멸되었다.

## 역대 선거 기록

### 대통령 선거
| 연도   | 선거   | 후보자 | 득표    | 득표율          | 결과 | 당락 |
| ------ | ------ | ------ | ------- | --------------- | ---- | ---- |
| 2017년 | 19대   | 오영국 | 6,040표 | \| \| 0.018% \| | 13위 | 낙선 |
|        | 0.018% |        |         |                 |      |      |

### 국회의원 선거
|  | 0% |

|  | 0.04% |

|  | 0% |

|  | 0% |

|  | 0.17% |

|  | 0% |